# Fri transfer
Fri transfer er et begreb der bruges i professionel fodbold, når en spiller kan skifte fodboldklub uden at den nye klub er forpligtet til at betale kompensation til spillerens tidligere klub. Der er fri transfer indenfor EU når en spillers kontrakt med den gamle klub er udløbet. Fri transfer kaldes også Bosman-transfer efter den såkaldte Bosmandom hvor EU-domstolen i 1995 fastslog at en professionel fodboldspiller kan skrive kontrakt om at spille for en ny klub efter udløbet af den hidtidige kontrakt uden at den gamle klub har krav på nogen form for kompensation.

## Hvordan det virker
Klubben der erhverver spilleren, behøver ikke at betale nogen kompensation for spillerens frigivelse, da denne ikke har noget udestående tilbage på dennes kontrakt, deraf udtrykket fri transfer. Nogle individuelle ligaer har begrænsninger for at beskytte akademier. For eksempel er spiller under 24 år i Storbritannien hvis kontrakt er udløbet, kun tilgængelige på en fri transfer, hvis de frigives af klubben der har spillerens licens. 
En anden form for fri transfer er, når en spiller overføres fra en klub til en anden for uden der betales en pris. Undertiden krediteres en overførsel for et nominelt gebyr som en gratis overførsel. 
Når der er seks måneder eller mindre tilbage på en eksisterende kontrakt for spillere på 23 år eller derover, er de fri til at forhandle med andre klubber og underskrive en kontrakt forud for kontraktudløb, hvilket angiver deres mulighed for at skifte til deres planlagte klub på en Bosman-transfer, når det næste transfervindue åbnes. 